# Halberstadt D.II
A Halberstadt D.II egy német kétfedeles vadászgép volt az első világháború idején. A típust 1916 elején állították szolgálatba, de mivel nem tudta eredményesen felvenni a harcot az angol vadászgépekkel, ezért nemsokára átvette helyét a sokkal sikeresebb Albatros D.I vadászgép.

## Története
A Halberstadt D.II-es a Halberstadt D.I-es prototípus továbbfejlesztett változata volt. A típusba nagyobb teljesítményű hajtóművet, Mercedes D.II-est építettek. A gép személyzete egy főből állt, a vadászpilótából. A gépbe egy IMG 08/15 7,92 mm-es géppuskát építettek be.
A típus gyorsaság tekintetében csak kevéssel múlta felül a korábban használt típusokat, az Antant gépeinek, mint a Nieuport 11 és az Airco DH.II a hatékonyságát nem érte el, viszont ennek ellenére kivívta a szövetséges vadászpilóták tiszteletét és a német pilóták körében is a legkedveltebb típus volt, az Albatros D.I-es megjelenéséig.
A Halberstadt gépeket kezdetben felderítésre használták, majd később vadászalakulatokat (Jagdstaffeln) szerveztek belőlük. A típus leghíresebb pilótája Oswald Boelcke volt, Manfred von Richthofen oktatója, aki Halberstadt D.II gépével 40 légi győzelmet aratott.
Amikor 1916 nyarán az Albatros D.I-es vadászgépeket szolgálatba állították, azok hamar átvették a Halberstadt gépek helyét. Néhány példány még szolgálatban maradt 1917 elejéig, ekkor azonban végleg kivonták a hadrendből. Az Oszmán Birodalom még 1917 júniusáig használta a típust.

## Használó országok
- Német Birodalom – 1917 márciusáig
- Oszmán Birodalom – 1917 júniusáig